# かもめ☆チャンス
『かもめ☆チャンス』（かもめチャンス）は、玉井雪雄による日本の自転車漫画。『ビッグコミックスピリッツ』（小学館）にて連載された。単行本は全20巻（小学館）。

## 概要
父子家庭の父で、信用金庫勤めのサラリーマンである更科二郎が、とあるきっかけでロードバイクに乗り人生を変えてゆく「自己再生ロードバイクストーリー（第1巻帯より）」。

## あらすじ
信用金庫で渉外（外回り）を担当する更科二郎は、男手ひとつで娘のふくのを育てるサラリーマン。仕事では卑屈な態度を貫き、感情の読めない新入社員の小菅守に苛立ちを募らせ、ふくのを預ける幼稚園では担当教諭の綿矢真知子から親としての行き届かなさを非難される毎日に、人知れぬ鬱屈を抱えていた。
そんなある日、更科はふくのが保育園の大木に登ってしまったとの知らせを受け、箕輪章博の経営する自転車店からロードバイクを持ち出して駆け付ける。初めてのロードバイクはまともに漕ぐことすら難しかったが、ギアを掛け替えた途端、更科は渉外に使うママチャリとは全く異なる疾走感と爽快感を味わう。ロードバイクは仮組みの状態であったため、走行中に壊してしまい弁償することになるが、その額は140万円。娘を抱える一介のサラリーマンには重い負担であった。
ロードバイクの持ち主である企業経営者の半田勇吉は、金銭での弁償に代えて、更科に自身の影武者として乗鞍岳で行われる自転車イベント「乗鞍ヒルクライムレース」へ出走することを持ち掛ける。箕輪の娘である晶から特訓を受け、「乗鞍」に出場した更科は、実はずば抜けた実力を持つロードレーサーであった小菅のアシストも受けながら、打倒小菅に執念を燃やす学生チャンプの桜島一郎、自転車による日本十周に挑戦中の車坂弾吉といった走り手たちと劇的なレースを演じる。ゴール直前でハンガーノックに陥り、トップ争いからは脱落したものの、日常の全てを頭から吹き飛ばすほどの激闘を経験した更科は、ロードバイクに魅了される。
「乗鞍」で半田の課した条件を果たした更科は、ある日半田から呼び出しを受ける。半田は更科の勤務する潮崎信用金庫との契約をエサに、半田の息子であり荒れた生活を送るピスト乗りの勇二郎に大学進学を呑ませ、ピスト仲間からも引き離すよう依頼する。更科は小菅とチームを組み、潮崎市街の5か所のファーストフード店を回る早さを競う変則アーレーキャットレースに挑む。そのレースの模様を、ロードレースチームのマメジメントを生業とし、「乗鞍」には実況者として参加していた益田・ブルセギン・ヨーコが追っていた。桜島を伴い、小菅の勧誘に動くヨーコは、ツール・ド・フランスを目指す日本人チーム結成を計画していた。アーレーキャットは更科・小菅の勝利に終わったが、ヨーコは敗北した勇二郎の才能と闘志を認め、「乗鞍」での走りに心を惹かれていた更科をもまた、メンバーに加えることを決意する。
やがて、各人の温度差や溝を超え、更科、小菅、桜島、勇二郎に弾吉を加えた5人のロードレースチーム「BLUE SEAGULL」が発足する。更科は梶俊一やエミール・クリスト、浦霞大吾といったトッププロたちとの出会いに磨かれながら、「BLUE SEAGULL」で二度の国内レース「群馬サイクルスポーツセンター 全日本実業団東日本ロードレース大会」と「ツールド北海道」を経験する。信金職員とロードレーサーの両立の困難さ、チームメンバーとの熱意や将来性の差、プロ選手との能力の差を思い知り、「北海道」完走後の引退を考えていた更科だったが、物語の終幕で翻意、「ゴールではなく、スタートを探し続ける」ことを宣言し、遅咲きのロード選手として生きることを決意する。

## 主な登場人物
更科 二郎（さらしな じろう）
主人公。地方都市・潮崎の「潮崎信用金庫」に勤めるサラリーマンであり、父子家庭の一人親。連載開始時の年齢は28歳。妻に失踪されており、日々の生活に深い倦怠を感じている。
娘のふくのを預けている「坂の上幼稚園」で、ふくのが大木に登り、その場に駆け付けるために箕輪の店からロードバイク「GIANT TCR ツール・ド・フランス100周年記念モデル」（定価140万円）を拝借するが、走行中に壊してしまい、償いに所有者である半田の影武者として「乗鞍」に出場させられる。それをきっかけにロードバイクの魅力に取りつかれ、ロードレーサーと信金職員の2足の草鞋を履く。信金では渉外担当で、仕事中はママチャリで得意先を駆け回っているが、レース出場が決まってからはママチャリもロード仕様（サドル・ペダル等）に改造された。
大学時代は山岳部に所属しており、その際、瞬時のコース判断や激しい体重移動を駆使する山岳スキーにのめり込んでいたお陰で、ダウンヒルに稀有な才能を持つ。小菅は更科の下りのコーナリングを「アウト・スパー・アウト」と例えた（定石は「アウト・イン・アウト」。「スパー」はコーナーを切り取るように鋭角に曲がる様子）。
日常では我を抑え、鬱屈しながらも大人しく暮らしているが、本性はかなりの直情型。レース中には疲労に気付かず体力を使い果たすまで走り続けたり、戦略として先行させるべきチームメイトと全力で競ったりと、自分を見失うほど熱くなる傾向が強い。箕輪は更科を「負けん気の塊」で「それもかなりのホットテンパー」と評した。反面、その性格で何度も人を惹き付ける走りを見せ、「BLUE SEAGULL」発足に当たっては自覚のない立役者となり、晶と綿矢にも思いを寄せられた。
走り勝つための実技には全力で取り組むが、レースや自転車業界についての知識はほぼ皆無で、学ぶ意欲もあまり見せない。プロレーサーとして生きる決断もラストまで下せず、作中では常に煮え切らないものを抱えながら走り続けた。ヨーコからプロチームに勧誘された際には、ツール・ド・フランスの存在を知らずにヨーコを呆れさせ、熱意のなさで桜島の怒りを買った。
レースでは経験不足や知識不足によって苦戦することもしばしばだが、梶に鍛えられてからは妨害や駆け引きの手管を会得し、プロ選手に策を仕掛けて消耗・脱落させる狡猾な一面も見せた。
小菅 守（こすげ まもる）
登場時は潮崎信用金庫の新人社員。「BLUE SEAGULL」発足後は潮信を退社してチームのエースとなる。
無精髭とテクノカット系の髪形がトレードマークで、無表情かつ他人との交流が極端に苦手。勤務中であっても話すことがほとんどなく、「スピッ」と鼻を鳴らして意思表示するが、自転車の話題であればまとまった量の発言をすることがある。潮信では最初に配属された支店で問題を起こし、配置転換で更科の下に就けられた。なお、実家は有力企業の「小菅興産」であり、潮信へは縁故入社。
ロードレーサーとしては一級であり、学生連合で出場できるレースや市民レースのほとんどで優勝してきた実力の持ち主。ただし、チームプレーが出来ないために大学自転車部から追放され、全てのレースで表彰台を放棄して失格になっている。ゴール時には意味不明のポーズ（一部は特撮ヒーローの決めポーズ）を決める変人でもある。更科の初レースである「乗鞍」にはサポート役として参加し、その後も職場の関係を超えて共に走るパートナーとなった。
少年時代にはイジメに遭っており、中学1年生の頃には完全なコミュニケーション不全かつ不登校となって、祖父が住職を務める寺に預けられていた。祖父に「この地球上から消えてしまいたい。消えるのが無理なら穴を掘ってそこで一生暮らしたい」と言うまでに追い詰められていたが、寺で行われていた修行「輪行禅（ロードバイクによる走禅）」によってロードレースの才能を開花させ、不登校からも脱した。輪行禅と寺での生活によって、10代前半から7年間にわたって毎日80km〜100kmの山道を走破しており、トッププロにも劣らない脚力と技術を持つ。「BLUE SEAGULL」では誰もが認めるエースであり、「群馬」と「北海道」の二度とも、1着でゴールを決めている。
僧侶である祖父は、ロードバイクの接地面積である「指一本くらい」の関わりが小菅と他者との最適な距離感なのだろうとするが、「ああ見えても実は人とのつながりを欲しているところがある」とも語っている。表面的な親近感は示さないものの、共に走ることで更科を認めるに到り、更科がツールを目指す自身のアシストとなることを望んだ。レースにおける更科とのコンビネーションは完璧で、実力では格下の更科を「先輩」と呼び、最終レースである「北海道」では、ゴールを争う疾走の最中に、信頼の念を言葉にして伝えた。
また、「北海道」出場前には晶と恋仲になった。
桜島 一郎（さくらじま いちろう）
登場時は大学生ロードレーサー。後にプロチーム入り、就職と揺れたのち、最終的には「BLUE SEAGULL」のキャプテンとなる。全日本学生選手権個人ロード優勝者であり、当時の年間学生ランキング1位。スキンヘッドに薄眉顔というかなり迫力のある容貌をしている。
強面の容貌とは裏腹に小心な一面があり、その落差がコミカルに描かれることもあるが、生き方や実力に試練を受けて苦悩する姿も多く描かれる。実力者でありながら同年代の選手から侮られることもしばしば。しかし、ストイックな努力家であり、レース経験も豊富であることから、ヨーコからは真っ先に「新チームのキャプテン」として勧誘を受ける。
過去に小菅が出場したレースでことごとく敗れた「万年2位」であることを屈辱とし、物語初期は額に「2」を書いて雪辱を誓っていた。「乗鞍」では小菅の参加を中盤で知り、猛烈な追い上げを掛けて勝負を挑むものの、やはり敗れる。その結果を受けてプロチームの「YAMATODA」から受けていた内定を辞退し、警備会社への就職に舵を切るが、ヨーコの誘いでそれも辞退し、家族との縁を断ってツール出場を目指す道を選んだ。経済的に余裕のない家に育ったため、小菅が高価な機材を使える資産家の長男であることにも敵愾心を抱いており、「乗鞍」のレース中は挑み掛かるような口を利いていたが、落ち着いて面と向かうと圧倒され気味。直接言葉を交わすようになってからは「小菅くん」と呼ぶ。
「BLUE SEAGULL」キャプテン就任後にはチームとして勝つことに心を砕くが、「群馬」の勝利後に海外強化メンバーの選に漏れたことに苦悩し、「北海道」では髭を剃らずに「利己的な走り」で挑んだ。キャプテンとしての自分を捨てることで実力を発揮し、リーダージャージ（複数ステージのレースで暫定総合1位の選手が着るジャージ）を2ステージにわたってキープしたが、その後は徹底したマークで潰される。最後には力を尽くしたことに満足し、下がってきた更科に策を与え、小菅のアシストに戻してチーム優勝に道を開いた。
両親と死別しており、育った家はクリーニング店を経営する裕福でない叔父夫婦のもの。心臓の弱い姉の療養費や、自身が費用の掛かる自転車競技を続けていることが家の負担であることをよく承知しており、養父である叔父にも敬語で話すなど、窮屈に育ったことが窺える描写がある。「BLUE SEAGULL」入り後は、家を出てネットカフェ暮らしとなった。
車坂 弾吉（くるまざか だんきち）
登場時は日本10周の旅をしていた青年。後に「BLUE SEAGULL」入り。外見や言動は幼いが登場時で21歳である。ラガーシャツに短パン、頭にはカスク、自転車はクロモリのグランヴェロというアナクロな格好で登場し、モブから「昭和かよ」と驚かれていた。
直情的な性格の持ち主で、自転車を倒されたと誤解して勝負を吹っ掛けた相手が「乗鞍」に出ることを知り、急遽出場を決める。競技経験こそなかったものの、第二集団という苦しい位置でもがく更科、小菅を追う桜島と一時的にトレインを組み、持ち前の馬力で二人がトップ集団に追い付く助けとなった。その後、落車によって車体が破損しDNF（リタイヤ）となるが、後日桜島の誘いを受けて「BLUE SEAGULL」入りを果たす。
「BLUE SEAGULL」では自身が最も劣った選手であることを自覚しており、自ら「捨てゴマ」を名乗って積極的に消耗の激しい役回りを務める。とは言え、桜島が「理想的なクライマー体型」と評した小柄な体格は持久力に優れ、日本10周で培った脚力も高いため、「群馬」「北海道」の双方で、「逃げ集団」への斥候役、チームメイトの牽引役として活躍した。
幼いころは明るく真っ直ぐな性格だったが、高校時代に「自分のためだけに生きる」ことを決意して引き篭もりになり、家の中をぼろぼろに破壊するほど荒れていた過去を持つ。ある夜、グランヴェロを手に丸裸で訪れた祖父に、自分を殺すか、さもなければこの自転車を使って自力で日本10周を果たすまで戻るなと諌められ、その言葉通り日本10周の旅に出たことで本来の性格を取り戻した。チームの為に走ることを至上とするのは、孤独な引き篭もり生活に苦しんだ経験を背景にしている。
なお、祖父は日本3周目の時点で他界したが、弾吉は祖父の言葉を思いながらグランヴェロに乗り続けていた。
「BLUE SEAGULL」加入後は、桜島と同じネットカフェで生活する。旅暮らしが長かったため、ネットカフェ暮らしは贅沢で快適なものと考えており、実質無職という状態にも不安はない模様。
半田 勇二郎（はんだ ゆうじろう）
登場時はピスト乗りの高校生。半田勇吉の次男。気性が激しく、たびたび喧嘩沙汰や交通トラブルを起こしていた。
自転車歴は長く、小学生時代からマウンテンバイクを始め、その後はロードバイクに乗って、ジュニア競技にも出場・入賞していた。父親の勇吉が、自身の高校受験時の家庭教師だった女子大生・琴美と結婚したことに激しく反発し、勇吉が愛好するロードバイクからも離れてピスト乗りに転向した。家を嫌って夜の街に他のピスト乗りたちと屯していたが、無茶な走りや言動によって、昼間は足場職人として働く安井以外には敬遠されていた。
家への反発から進学も捨て、高校卒業後はバイト先のバイクメッセンジャーサービスで働くと一方的に決めていたが、半田グループとの関係を懸念した経営者の青木にクビにされ、進路を見失う。そこへ、勇吉に依頼された更科の再挑戦（初戦は更科がピストでまともに走れずに終わる）を受け、「ロード乗りに戻る」「大学を受験する」「悪い連中（ピスト仲間）と手を切る」の三つの条件を賭けて勝負する。更科・小菅コンビと勇二郎・安井コンビで戦われた変則アーレーキャットレースは勇二郎たちの敗北に終わるが、その際、小菅のスカウトに動いていたヨーコに可能性を認められ、桜島によるテストを経て「BLUE SEAGULL」に加わる。なお、このとき進路を「ツール・ド・フランス（出場）」としたため、更科は勇吉から勝利報酬として受け取ったロードバイクを取り上げられた。
ギア無し・ブレーキ無しのピストを脚力とバイクコントロールだけで乗り回すポテンシャルを持ち、さらに高い闘争心を持つ。アーレーキャットの山場では、上り坂でリタイア寸前の安井をサポートするため、ダンシング（立ち漕ぎ）で背を押し、さらに更科たちに離れていることを悟らせないため大声で歌うという離れ業を見せ、ヨーコを瞠目させた。反面、真っ当なレースやトレーニングから離れていたため競技選手としては未完成で、「BLUE SEAGULL」加入前のテストでは桜島に完全敗北した。加入後はロードバイクで練習を重ね、「群馬」では梶に翻弄されながらも一矢報いるなど、経験不足を喧嘩強さで補う走りを見せた。「群馬」後、「BLUE SEAGULL」の海外強化選手に選ばれてフランスへ旅立ったため、最終レースの「北海道」には登場しない。
家族とのわだかまりが解消した描写はないが、「BLUE SEAGULL」が存続危機に陥った際には、大学進学を呑んで勇吉から援助を引き出している。
益田・ブルセギン・ヨーコ（ますだ・ブルセギン・ヨーコ）
B.S.O.J (Bruseghin Sport Organisation Japon) のゼネラルセールスマネージャー。スポンサーや選手を集め、3年で日本からツール・ド・フランスへ出場できるチームを作ろうと画策している女性。親会社B.S.Oの責任者である父親から「あの国（日本）にロードレースはいらない」と言われながらも、単独挑戦でメンバーをスカウトする。
「乗鞍」にはヘリコプターからの実況レポーターとして参加し、更科らの活躍を中継した。家庭を顧みなかった父親とは確執があるためB.S.Oからの援助は打ち切られており、半田勇吉の「HANDAグループ」だけが唯一のスポンサーである。
比嘉 真吉（ひが しんきち） / MAX比嘉（マックス ひが）
今は解散している元BlueSeagull発足時の監督だったが、海外拠点でのレース実績とスポンサーの意向が異なってしまい、日本のレースに出場する選手のみを引きぬかれてチームは消滅。現在は怪しい資金集めが本業のようになっていたが、新生BlueSeagullの勝利によってまた意欲を取り戻す。
日本ではチーム解散の悪評が根強くあり、業界人から敵視されている。
いつもMAXコーヒーを飲んでいる。
梶 俊一（かじ しゅんいち）
通称「梶プロ」。極東ホールディング (Far East Holding) と言う独自のコンチネンタルチームを持っており、自主スポンサーにて各大会に出場できる。
桜島曰く「日本のロード界で10本の指に入る」自転車選手。更科が比嘉に勧められたシクロクロスの練習場で出会い、その後練習を共にするようになる。
ジャージやヘルメットに「馬鹿でありがとう」と言うロゴを入れており、独自の自転車理論で独特ながら強く理想的な走りを見せる。しかし根本は更科以上の勝負馬鹿である。
自転車理論だけでなく今後の展開にも独自の思想を持っており、以降の目標はオリンピック出場→政界進出→入閣。
「イケメンは下りが遅い」と言う理由で更科のダウンヒルを見込み、アシストに使おうとするが、最終的にお互いのチーム吸収を賭けた勝負をする事となる。
人工透析を受けている描写があるが、これについて触れられることを嫌い、レース中に浦霞にシャントの存在を指摘され、浦霞を殴打した。
チームメイト3人は「極東輪輪倶楽部（きょくとうりんりんくらぶ）」と言うチーム内チームを作っているが、メンバーの名前は不明。
箕輪 章博（みのわ あきひろ）
元競輪選手で晶の父。自転車店「MINOWA」を経営しており、最初に更科が来た時にダイエット運動中だったためTCR100を持ち去られる。
半田勇吉が商売上でのお得意様であり、TCR100の弁済＋高級自転車の購入斡旋と言う条件で更科を勇吉の替え玉として特訓する事に。
足も体力も人並みだったが、「三味線の蓑」「口八丁のミノちゃん」として人間関係の駆け引きだけで25年間競輪選手を続けていた。
女房逃げられ歴1回。
箕輪 晶（みのわ あきら）
箕輪章博の一人娘で、ショートカットの美人だがかなり気の強い性格である。登場時高校生。
小さな頃からMTBに乗っており、その時のライバルだった男子と初体験したのだが、その男子が自転車をやめてしまったのがトラウマになっている。
勝てない相手への感情を恋愛感情と履き違える癖があり、興奮するとすぐに鼻血を出す。
最初の頃は更科へ恋心を抱いていたようだが、更に燃えさせる小菅を憎からず思うようになっている。
綿矢 真知子（わたや まちこ）
ふくのが通う幼稚園のサブ担任。
父子家庭で手が行き届いていないように見える更科父娘を気にかけ、物語初期ではたびたび更科に意見をしていた。真面目だが思い詰める性格で、ふくのの世話を疎かにして自転車で遊んでいる（ように見える）更科にホースの水を浴びせて平手打ちを見舞ったり、後日それを詫びるためにかぶりものと全身タイツの格好で練習中の更科を止めたりと、しばしば突飛な行動に出た。
厚紙製の犬のかぶりもの「ワンダフルくん」や木製の猫のかぶりもの「ニャコメちゃん」を自作するなど、手作業を好む。また、元美術教師である父が箕輪から依頼された特殊メイク（更科を半田の影武者に仕立てるためのもの）も肩代わりさせられた。更科に平手打ちを詫びてからは、生活の助けとして父娘の弁当を作ってやるようになり、料理の腕も悪くない様子が描かれた。
「乗鞍」前日にはふくのを更科から預かっていたが、上記の特殊メイクのため、その対象が更科だとは知らずにふくのを連れて現地入りした。現地で更科が自転車に打ち込んでいた理由を知り、その奇蹟的な走りを目の当たりにして心を惹かれ、以降はレースにも協力して行くこととなった。
「北海道」のレース前夜には「太陽のように眩しい走りをする更科のそばで、私は月のような存在でいられればいい」と思いを吐露し、更科に抱き締められる。更科は涙しながら妻・菊乃の失踪の顛末を打ち明けて綿矢の告白を止め、結ばれることはなかったが、本編終了後の特別読み切り『イタリア編』でもレーススタッフとして登場しており、関係は壊れなかった模様。
なお、父は退職した美術教師、母は現役大学教授、二人の姉はそれぞれ現役高校教師と中学教師という教員一家の出である。
更科 ふくの（さらしな ふくの）
幼稚園に通う更科の一人娘。やんちゃで物怖じしない性格。父親に飛び付いたり、綿谷に朝の挨拶をするときは、全力で腹に突進して息を詰まらせるのが常となっている。
父親への信頼を「パパはかもめぞ」という言葉で表現し、父親が力を振り絞る姿や、トレーニングで傷だらけになっている姿を好む。
物語の再初期には、まだ口がうまく回らないのに早口で必死に喋る表現として、セリフがでたらめな当て字で書かれていた（更科いわく「嘘語」）。しかし数話のうちに語尾が「ぞ」（または「ゾ」や「ZO」）になるという形で落ち着いた。
更科 菊乃（さらしな きくの）
更科の妻でふくのの母。旧姓は杉浦。物語では更科の回想にのみ姿を見せ、容貌ははっきりとは描かれていない。
大学では生物学を専攻しており、山岳部によるフィールドワーク地への案内をきっかけに更科と出会った。在学中に更科と結婚してふくのを儲けるが、その後失踪。ふくのに対する更科の大きな負い目になっており、更科の鬱屈の原因の一つにもなっている。
失踪後について、更科と菊乃の父の会話では「遺留品が見付かったことが（死亡と考える）決め手」、更科から綿谷への告白では「妻は失踪し、数年後にフィールドワークの場所で発見された」と、やや整合しない状況が語られているが、更科は菊乃が死亡したものと考え、いつかそれをふくのに伝えなければならないことに煩悶している。

## 余談
- 単行本の最終巻である20巻には、本編のその後を描いた書き下ろし『イタリア編』が収録されている。BLUE SEAGULLはエミールを加えて海外で戦うチームに成長しており、舞台はイタリアの小規模レース。更科は潮信を退職して箕輪の店を買ったがローン返済のあてがなく、賞金レースであることを知って俄然やる気を出し、小菅に揶揄されながら走る。先に海外へ出た勇二郎はまだBLUE SEAGULLには復帰しておらず、競合チームの選手として勝負を挑んでくる。BLUE SEAGULLに再加入するらしい梶がホテルで休養中の浦霞を訪ね、浦霞が預かっているふくのとアントンの遊ぶ姿が描かれて幕となる。
- 作者・玉井の前作である「オメガトライブ」および「オメガトライブ キングダム」とスターシステム的に一部主要キャラクターが共有されている。
  - 小菅:「オメガトライブ」二部作に同姓同名で同じ容姿の「小菅守」が存在する。
  - 桜島：「オメガトライブ」二部作に同じ容姿の「桜一郎」が存在する。また、箕輪が初登場シーンで挑んでいるエクササイズビデオのキャラクターも、デフォルメされた桜の容姿を持っている。
  - 梶：「オメガトライブ」二部作に同じ容姿の「梶秋一」が存在する。また、取り巻きである極東輪輪倶楽部のメンバーも梶秋一の取り巻きと同じ容姿。

- 玉井の趣味がロードバイクであり、連載中はアシスタントたちもロードバイクのイベントや長距離走に連れ出していた。単行本の巻末には、アシスタントによるその顛末や、各自が購入したロードバイクでの経験等が描かれている。連載中には「かもめ☆チャンス杯」という主催大会も開催された。

## 単行本
- 玉井雪雄『かもめ☆チャンス』 小学館〈ビッグコミックス〉、全20巻
  1. 2009年2月4日初刷発行（2009年1月30日発売）、ISBN 978-4-0918-2259-8
  2. 2009年5月5日初刷発行（2012年4月30日発売）、ISBN 978-4-0918-2409-7
  3. 2009年8月4日初刷発行（2010年7月30日発売）、ISBN 978-4-0918-2565-0
  4. 2009年11月4日初刷発行（2012年10月30日発売）、ISBN 978-4-0918-2738-8
  5. 2010年2月3日初刷発行（2010年1月29日発売）、ISBN 978-4-0918-2887-3
  6. 2010年5月3日初刷発行（2012年4月28日発売）、ISBN 978-4-0918-3143-9
  7. 2010年8月4日初刷発行（2010年7月30日発売）、ISBN 978-4-0918-3276-4
  8. 2010年11月3日初刷発行（2010年10月29日発売）、ISBN 978-4-0918-3484-3
  9. 2011年3月3日初刷発行（2011年2月26日発売）、ISBN 978-4-0918-3645-8
  10. 2011年6月4日初刷発行（2011年5月30日発売）、ISBN 978-4-0918-3824-7
  11. 2011年9月4日初刷発行（2011年8月30日発売）、ISBN 978-4-0918-4018-9
  12. 2011年12月5日初刷発行（2011年11月30日発売）、ISBN 978-4-0918-4158-2
  13. 2012年3月5日初刷発行（2012年2月29日発売）、ISBN 978-4-0918-4258-9
  14. 2012年6月4日初刷発行（2012年5月30日発売）、ISBN 978-4-0918-4508-5
  15. 2012年9月4日初刷発行（2012年8月30日発売）、ISBN 978-4-0918-4647-1
  16. 2012年12月5日初刷発行（2012年11月30日発売）、ISBN 978-4-0918-4765-2
  17. 2013年3月5日初刷発行（2013年2月28日発売）、ISBN 978-4-0918-4885-7
  18. 2013年6月4日初刷発行（2013年5月30日発売）、ISBN 978-4-0918-5228-1
  19. 2013年9月4日初刷発行（2013年8月30日発売）、ISBN 978-4-0918-5395-0
  20. 2013年10月4日初刷発行（2013年9月30日発売）、ISBN 978-4-0918-5413-1
最終20巻には、連載の「その後」を描いた、特別描き下ろし「イタリア篇」が収録されている。